# Ana Mafalda Leite
Ana Mafalda de Morais Leite, kurz auch Ana Mafalda Leite (* 23. August 1956 in Aveiro, Portugal), ist eine portugiesische Schriftstellerin und Lusitanistin.

## Leben
Ana Mafalda de Morais Leite wurde am 23. August 1956 in der nordportugiesischen Stadt Aveiro geboren. Gemeinsam mit ihrer Familie zog sie bereits wenige Monate nach ihrer Geburt nach Moatize (Provinz Tete) in Mosambik. In der damaligen portugiesischen Kolonie lebte sie bis zu ihrem 18. Lebensjahr (1974).
Als „Retornado“ zurück in Portugal, studierte Leite zunächst Romanistik an der Geisteswissenschaftlichen Fakultät der Universität Lissabon (bis 1978). 1978 begann sie als Assistentin an der Fakultät zu arbeiten und studierte später bis 1986 ihre Master in lusophoner Literatur Brasiliens und Afrikas. Dem folgte ein Ph.D. (bis 1989) in afrikanischer Literatur und ein Post-Doc in Romanistik (1999), beide ebenfalls an der Universität Lissabon. 2007 erhielt sie eine Professur an der geisteswissenschaftlichen Fakultät der Universität. Sie forscht außerdem am Centro de Estudos sobre África, Ásia e América Latina (CESA) des Instituto Superior de Economia e Gestão (ISEG).
Obwohl sie ihrer Alma Mater treu blieb, übte Leite zahlreiche Gastdozenturen in der Welt aus, vorwiegend an der Eduardo-Mondlane-Universität in Maputo, aber auch in Gastdozenturen in Kap Verde (Instituto Superior Pedagógico), Brown University und UMass (Amherst/Dartmouth), Rio de Janeiro (UFRJ), São Paulo (USP), Paris (Sorbonne III).
Leites Forschung konzentriert sich vor allem auf die lusoafrikanistische Literatur und begründet dies, laut eigenen Angaben, vor allem mit ihrer Jugend in Mosambik. Des Weiteren beschäftigt sie sich mit Post-Colonial Studies, kulturwissenschaftlichen und vergleichenden Literaturwissenschaften.

## Werke

### Aufsätze / Essays
- 1995: Modalização Épica nas Literaturas Africanas
- 1999: A Poética de José Craveirinha
- 1998: Oralidades & Escritas nas Literaturas Africanas
- 2003: Literaturas Africanas e Formulações Pós-Coloniais

### Gedichte
- 1984: Em Sombra Acesa
- 1989: Canções de Alba
- 1992: Mariscando Luas (zusammen mit dem Maler Roberto Chichorro und dem Dichter Luís Carlos Patraquim)
- 1999: Rosas da China
- 2002: Passaporte do Coração
- 2005: Livro das Encantações